# Tsuga heterophylla
Tsuga heterophylla (тсуґа західна, англ. Western hemlock, фр. pruche de l'ouest) — вид хвойних рослин родини соснових.

## Поширення, екологія
Країни проживання: Канада (Альберта, Британська Колумбія); США (Аляска, Каліфорнія, Айдахо, Монтана, Орегон, Вашингтон). Росте від рівня моря до 600 м над рівнем моря вздовж узбережжя Тихого океану, в Скелястих горах досягає 1800 м. Росте на різних ґрунтах з рН 3,5–5. Клімат прохолодний морський вздовж узбережжя, холодний гірський на континенті, річна кількість опадів коливається від (500)900–3800 мм, зменшуючись всередину континенту. Сухе літо обмежує поширення в Скелястих горах. Вид симпатричний з Picea sitchensis в більшій частині ареалу. Це вкрай тіньовитривалий вид, але має більш коротку тривалість життя, ніж Pseudotsuga menziesii або Picea sitchensis. Уздовж узбережжя може утворювати іноді чисті насадження, але частіше є важливою складовою морського мезотермального хвойного лісу. На Олімпійському півострові Вашингтона дерево досягає максимального розміру, разом з іншими гігантськими хвойними. Його терпимість до тіні дозволяє рости під пологом інших дерев, але товстий моховий шар зазвичай запобігає легкому насінню досягати ґрунту. Замість цього, насіння проростає масово на повалених деревах, звідки кілька з них мають можливість відправляти коріння в ґрунт; в результаті Т. heterophylla часто утворює ряди на місці пріючого дерева.

## Морфологія
Дерево до 60(75) м; стовбур до 200 см діаметра на рівні грудей; крона вузько конічна. Кора сіро-коричнева, луската і помірно тріщинувата. Бруньки яйцеподібні, сіро-коричневі, 2,5–3,5 мм. Листки розміром (5)10–20(30) мм, сплющені; нижня поверхня сиза з 2 широкими смугами, верх блискучий зелений (жовто-зелений). Шишки яйцеподібні, розміром (1)1,5–2,5(3) × 1–2,5 см. Насіння коричневе, 2–3 мм завдовжки, з тонкими 7–9 мм довжини світло-коричневими крилами. 2n = 24.

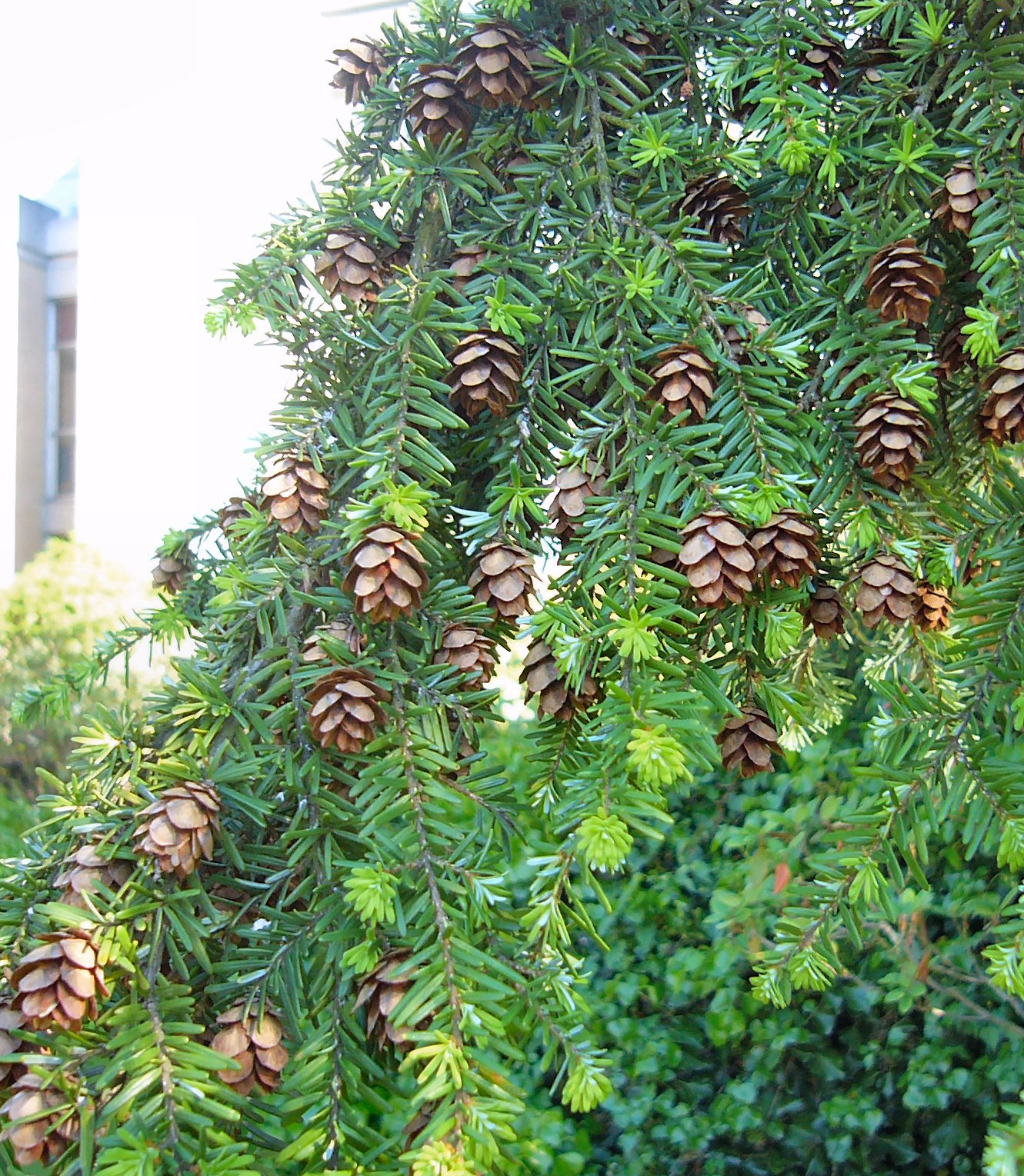
Шишки
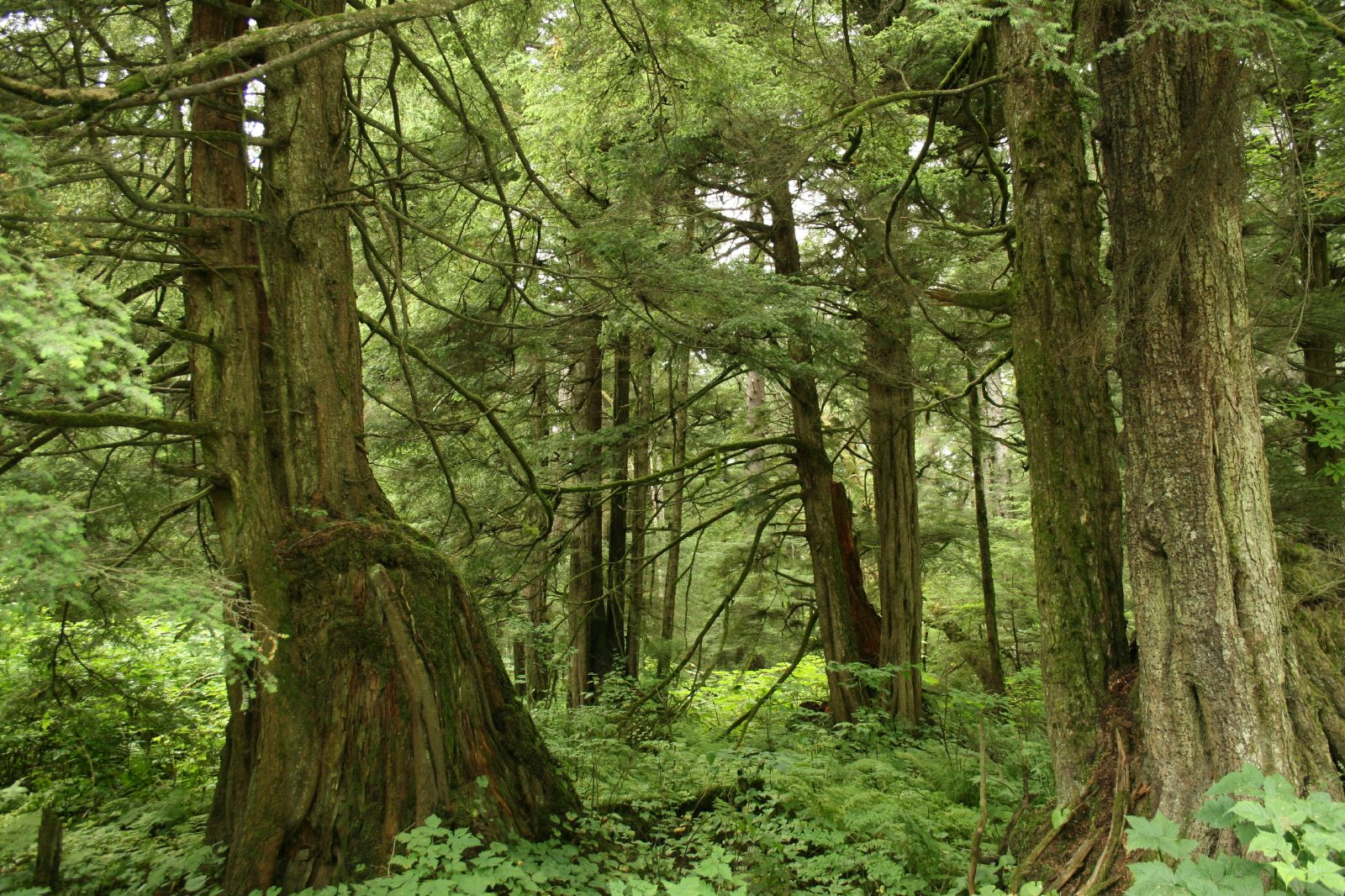
Стовбури
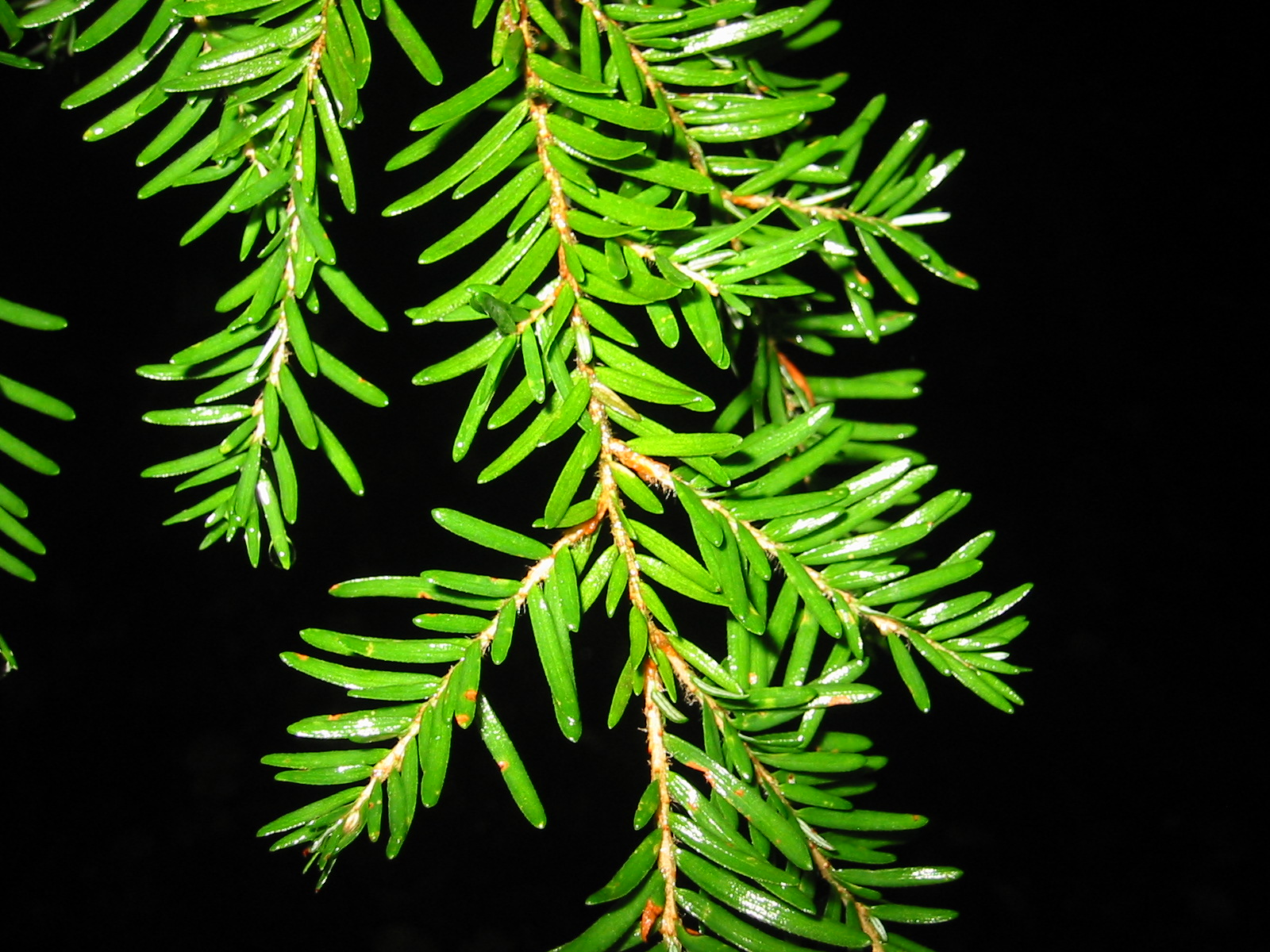
Листки

## Використання
Є важливим деревом деревини в Тихоокеанському Північному Заході США і зх. Канаді. На відміну від своїх східних побратимів вид є швидкорослою рослиною, випереджаючи навіть дугласію. Деревина використовується для паль, стовпів і залізничних шпал і особливо для будівництва. Велика частина щорічного врожаю йде на деревну масу промисловості для різних застосувань. Цей вид був введений у Великій Британії та інших частинах північного заході Європи в лісові плантації; в більш вологих районах поблизу Атлантичного узбережжя він буде відновлюватися мимовільно. Як надзвичайно тіньовитривале хвойне дерево підходить для зростання широколистяних лісах; проте, так як воно, в свою чергу затіняє все під ним, це не повинно бути зроблено в (напів) природних лісах, де цінується корінна флори. Хоча часто висаджують як зразок дерев у дендраріях і парках, цей вид не дуже використовується в садівництві.

## Загрози та охорона
Цей вид не під загрозою і, ймовірно, його чисельність зростає. Цей вид присутній в кількох охоронних територіях, серед яких відомі національні парки.